# کول‌تپه قوشه علیا
کول تپه قوشه علیا مربوط به دوره ساسانیان - دوره اشکانیان است و در شهرستان مشگین‌شهر، بخش ارشق، دهستان ارشق شمالی، روستای قوشه علیا واقع شده و این اثر در تاریخ ۷ خرداد ۱۳۸۷ با شمارهٔ ثبت ۲۲۹۲۷ به‌عنوان یکی از آثار ملی ایران به ثبت رسیده است.